# Funkhaus Wallrafplatz

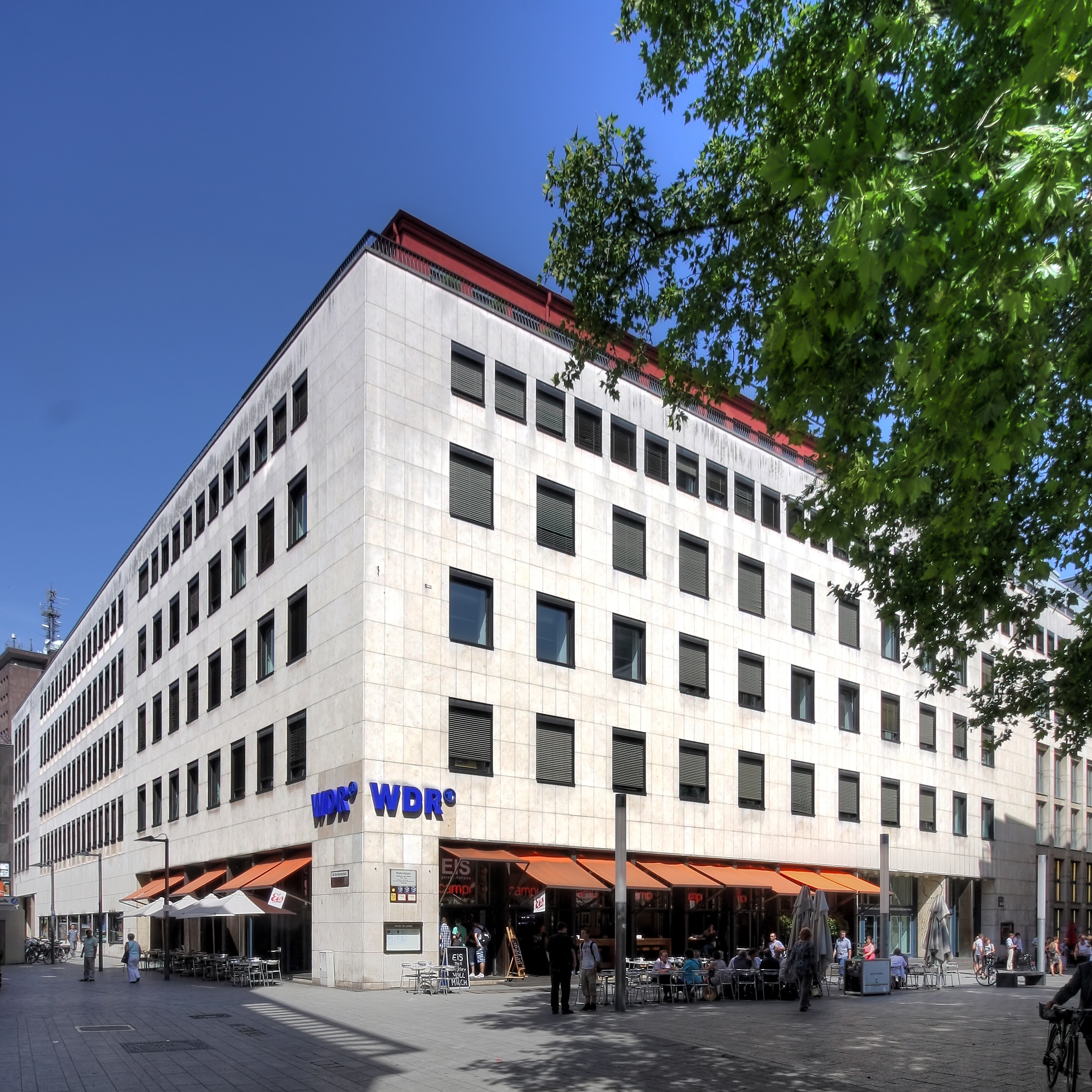
Das Funkhaus Wallrafplatz (2011)

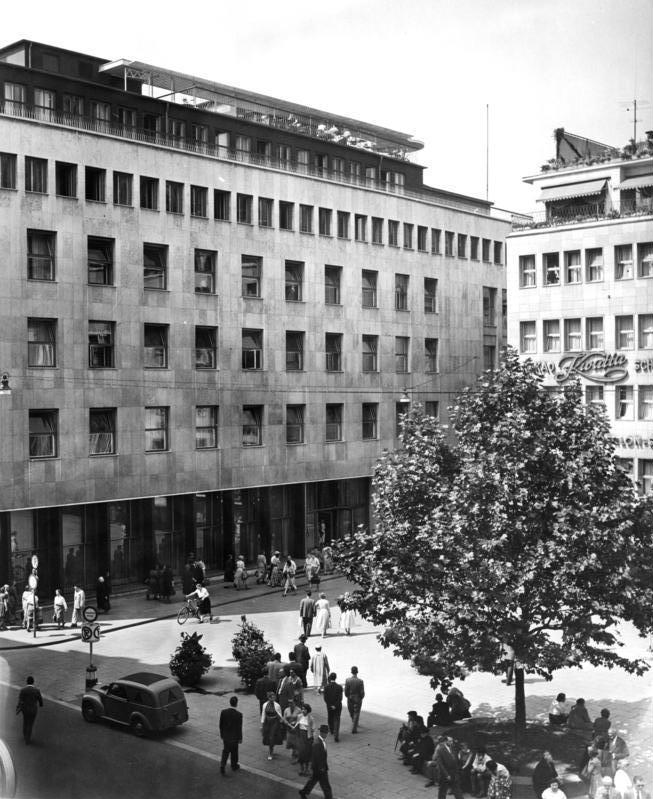
Das Funkhaus im Jahre 1956

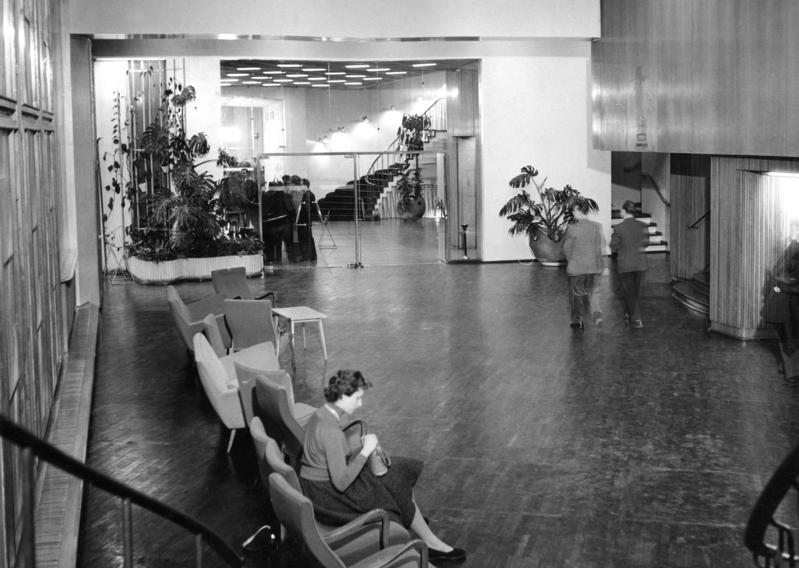
Das Innere des Funkhauses (1954)

Funkhaus Wallrafplatz (ursprünglich auch WDR-Funkhaus Köln) ist die Bezeichnung für das älteste Gebäude des Westdeutschen Rundfunks (WDR) in Köln, benannt nach seiner Lage am Wallrafplatz 5.

## Entstehungsgeschichte
Am 29. Oktober 1926 beschloss der Aufsichtsrat der Westdeutschen Funkstunde AG die Verlegung des Senders von Münster (Albersloher Weg) nach Köln bei gleichzeitiger Umbenennung in WERAG (Westdeutsche Rundfunk AG). Diese bezog das Gebäude Dagobertstraße 38 in Köln und sendete erstmals am 15. Januar 1927 über den neu eingerichteten Sender Langenberg.
Die WERAG ging 1934 in der Reichs-Rundfunk-Gesellschaft (RRG) auf. Im Zuge des Luftkriegs im Zweiten Weltkrieg fiel der „Reichssender Köln“ des „Großdeutschen Rundfunks“ in der Nacht vom 28. zum 29. Juni 1943 einem Bombardement der Stadt zum Opfer. Kaum fünf Monate nach der deutschen Kapitulation wurde in Hamburg Ende September 1945 für das Gebiet der britischen Besatzungszone der Nordwestdeutsche Rundfunk (NWDR) gegründet. Dieser begann im April 1948 in der Kölner Altstadt-Nord unweit des Kölner Doms mit der Errichtung eines neuen Funkhauses anstelle des 1899/1900 nach Plänen Ludwig Paffendorfs errichteten Hotels Monopol, dessen Ruine aus Kostengründen und wegen Materialknappheit in den Neubau integriert wurde. 25 Prozent der Bausubstanz des kriegszerstörten Hotels fanden im Neubau Verwendung.
Die Fassade des oberirdisch fünfgeschossigen Gebäudes ist gegliedert und besteht aus Travertin, das Erdgeschoss ist mit verglasten Arkaden versehen. Das geschwungene Innere des Gebäudes verkörpert eine bewusste Abkehr von der Architektur des Nationalsozialismus. Es verfügt über eine Fülle künstlerischer und architektonischer Details im Stil der 1950er Jahre wie die großen Treppenhausverglasungen von Gies und Georg Meistermann sowie Wandmalereien von Anton Wolff. Die schallstreuende Wandverkleidung aus Schweizer Birnbaum sollte vor allem verhindern, dass das Läuten der Petersglocke des benachbarten Kölner Doms in den acht Sendesälen zu hören war.
Am 21. Juni 1952 wurde das gesamte Funkhaus im Beisein von Bundespräsident Theodor Heuss und 700 weiteren Gästen feierlich eröffnet. Noch im selben Jahr wurde es durch einen Anbau zum Margarethenkloster und 1961 mit einem Anbau zur Straße Unter Fettenhennen erweitert; beide Gebäude wurden ebenfalls von Schneider entworfen.

## Großer und kleiner Sendesaal

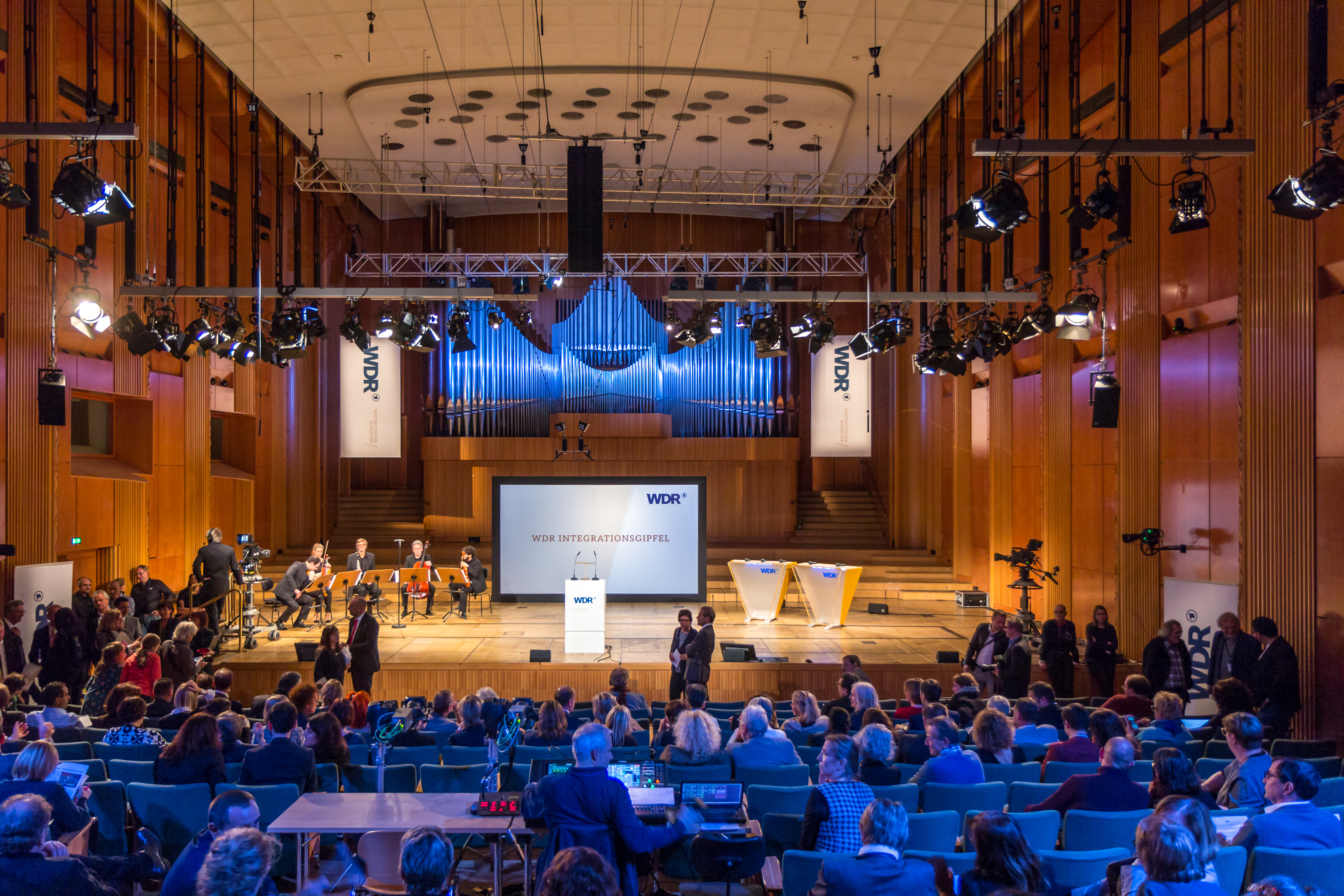
Großer Sendesaal – Klaus-von-Bismarck-Saal

Der Große Sendesaal, einer von acht Sendesälen, wurde im August 1950 der Öffentlichkeit vorgestellt und am 19. Oktober 1951 in Betrieb genommen. Er ist mit einer großen Klais-Konzertorgel ausgestattet und wurde als „akustische Sensation“ gefeiert. Er wurde von dem Bildhauer Ludwig Gies gestaltet, bietet Platz für 650 Besucher und 150 Musiker und wird auch als Konzertsaal genutzt; heute trägt er den Namen des ehemaligen Intendanten Klaus von Bismarck. Der große Sendesaal war der erste große Konzertsaal im zerstörten Köln der Nachkriegszeit; heute finden darin jährlich mehr als 200 Konzerte und Veranstaltungen statt. Als Eröffnungskonzert dirigierte am 8. Oktober 1951 Igor Strawinsky die deutsche Erstaufführung seiner Symphonies d’instruments à vent; dies bildete zugleich den Auftakt zur Konzertreihe Musik der Zeit, die fortan aus dem großen Sendesaal übertragen wurde und zahlreiche Aufführungen von historischer Bedeutung enthielt, so die Uraufführung von Karlheinz Stockhausens Gesang der Jünglinge am 30. Mai 1956 und weitere Uraufführungen von Werken Hans Werner Henzes und Bernd Alois Zimmermanns am 27. November 1958. Heute steuern digitale Mischpulte eine Windenanlage für 41 Mikrofone. Um einen bestimmten Nachhall zu erzeugen, sind die Sessel mit besonderen Bezugsstoffen und Rückenlehnen ausgestattet.
Der vom Haupteingang am Wallrafplatz kommende Besucher betritt das WDR-Gebäude am Wallrafplatz durch ein Vestibül, das zum Haupttreppenhaus und zum Kleinen Sendesaal führt. Dieser fasst 160 Zuschauer und ist ganzjährig mit Konzerten ausgelastet.
Damit das Glockengeläut des nahegelegenen Doms nicht zu hören ist, sind die acht Sendesäle und zahlreichen Hörfunkstudios mit 50 Zentimeter dicken Wänden schalldicht konstruiert.

## Geschichte des Gebäudes
Die Errichtung des Funkhauses war eines der ersten großen Bauvorhaben im kriegszerstörten Köln. Der Bau ging auf die Initiative von Hanns Hartmann zurück, der das Amt des Intendanten beim NWDR-Funkhaus Köln am 1. September 1947 von Max Burghardt übernommen hatte. Architekt war Peter Friedrich Schneider. Um rasch Ersatz für das zerstörte Gebäude des ehemaligen Reichssenders in der Dagobertstraße zu schaffen und damit den neuen NWDR am Standort Köln arbeitsfähig zu machen, wurde eine Reihe von Bauaufträgen freihändig vergeben, was Kritik des Rechnungshofes der britischen Besatzungszone nach sich zog. Das Richtfest des Gebäudes am Wallrafplatz 5 fand im Februar 1949 statt. Am Abend des 25. Dezember 1952 wurde aus einem Studio die erste Kölner Fernsehsendung ausgestrahlt (→ Geschichte des Fernsehens in Deutschland): Für geschätzte 200 Fernsehzuschauer im Kölner Raum wurden ein „Kölsch Kreppenspillche“ (Kölner Krippenspiel), Volkstänze und Reportagen gesendet. Bei seiner Fertigstellung im Jahre 1952 galt das Funkhaus Wallrafplatz als eines der modernsten Europas; auf sieben Geschossen verfügte es über eine Fläche von 16.000 Quadratmetern. Am 29. Juli 1953 kam der Deutsche Bundestag zu seiner letzten Sitzung in der 1. Wahlperiode im Großen Sendesaal des Funkhauses zusammen, das ihm aufgrund von Umbauarbeiten am Plenarsaal des Bonner Bundeshauses einmalig als Ausweichquartier diente.
Die erste Erweiterung des Funkhauses fand in Westrichtung an der Straße An der Rechtschule statt („Studiogebäude“; 1959–1965), weiter in westlicher Richtung entstand das am 27. Juni 1970 in Betrieb genommene Vierscheibenhaus. Eine umfassende Sanierung des ältesten Gebäudes erfolgte zwischen 1987 und 1989, der größte Teil des Gebäudes wurde am 28. Oktober 1994 unter Denkmalschutz gestellt. Besonders die Haupteingangshalle, die beiden Sendesäle, die Fassade am Wallrafplatz und jene An der Rechtschule sind von denkmalpflegerischer Bedeutung. Dazu gehört auch der berühmte Paternosteraufzug, eine Aufzugart, die seit 1974 nicht mehr gebaut werden darf. Er wurde literarisch berühmt durch Heinrich Bölls Erzählung Doktor Murkes gesammeltes Schweigen. Heute dürfen nur noch Mitarbeiter mit ihm fahren, aber er wurde auch noch zu einer Reihe von Kurzinterviews auf WDR 2 genutzt. Im Erdgeschoss befand sich von 1997 bis Juni 2012 das Café Campi des bekannten Kölner Gastronomen, Musikproduzenten und Jazzpromoters Gigi Campi in den Räumen der ehemaligen WDR-Kantine. Danach bekam die Gaststätte einen neuen Pächter und wurde in Funkhaus umbenannt.
Das Funkhaus wird jährlich von 70.000 Besuchern frequentiert und beherbergt einen großen Teil des WDR-Hörfunks. Hier befinden sich Produktionsstudios für Wort- und Musiksendungen, Teile des Schallarchivs, die Hörfunktechnik und die Sendezentrale.

## Sonstiges
Überregional bekannt wurde der Name des Standortes des Westdeutschen Rundfunks am Wallrafplatz in Köln durch die von 1969 bis 1976 in 36 Folgen ausgestrahlte Kinderfernsehsendung Der Spatz vom Wallrafplatz.
Das Hörfunkprogramm WDR 5 strahlte von 1999 bis 2015 die Sendung Funkhaus Wallrafplatz – Medien(macher) im Gespräch aus, in der Hörer mit Programmmachern, Prominenten und Medienwissenschaftlern über Programm und Sendepolitik des WDR diskutierten. Eine gleichnamige Sendereihe (noch mit dem Zusatztitel "Hörer fragen, Redakteure antworten") hatte es bereits lange zuvor über viele Jahre auf WDR 2 gegeben, moderiert von Hasso Wolf.